# 沙彭
沙彭是德国下萨克森州的一个市镇。总面积26.63平方公里，总人口2405人，其中男性1235人，女性1170人（2011年12月31日），人口密度90人/平方公里。